# Ceratopogon romanicus
Ceratopogon romanicus är en tvåvingeart som beskrevs av Damian-georgescu 1972. Ceratopogon romanicus ingår i släktet Ceratopogon och familjen svidknott.
Artens utbredningsområde är Rumänien. Inga underarter finns listade i Catalogue of Life.